# Коњска река
Коњска река извире на југоисточним обронцима планине Таре. Настаје спајањем више потока од којих је најзначајнији Граовиште. Она се на излазу из Креманске котлине, на месту званом Склопови, састаје са реком Братешином и Ужичким и Томића потоком и тако настаје река Ђетиња која протиче кроз ужичку котлину и улива се у Западну Мораву.